# ロレーヌ (戦艦)
| 竣工時の本級 | |
| 艦歴         | |
| 発注:        | A C de la ロワール・ペノエ社サン・ナゼール造船所                                                                  |
| 起工:        | 1912年8月1日 |
| 進水:        | 1913年9月30日 |
| 就役:        | 1916年7月27日 |
| 退役:        | 1953年2月17日 |
| その後:      | 1953年に解体業者に売却後、1954年に廃棄                                                                            |
| 除籍:        | 1947年 |
| 性能諸元     | |
| 排水量:      | 基準：27,340トン                                                                                                  |
| 全長:        | 165.81m |
| 全幅:        | 26.911m |
| 吃水:        | 9.8m |
| 機関:        | 重油専焼缶6基＋パーソンズ式ギヤードタービン2基4軸推進）43,000hp                                                   |
| 最大速:      | 23.7ノット |
| 航続距離:    | 10ノット/6,000海里                                                                                                |
| 兵員:        | 士官、兵員1,130名                                                                                                 |
| 兵装:        | 34cm（45口径）連装砲4基、 13.9cm（55口径）単装砲10基、 10cm（45口径）単装高角砲7基、 47mm単装砲4基、 45mm機銃二丁 |
| 装甲:        | 舷側：270mm 甲板：105mm 主砲塔：400mm                                                                             |
| 艦載機:      | 3機 |

ロレーヌ（cuirassé Lorraine）はフランス海軍の超弩級戦艦でプロヴァンス級の3番艦。

## 艦歴

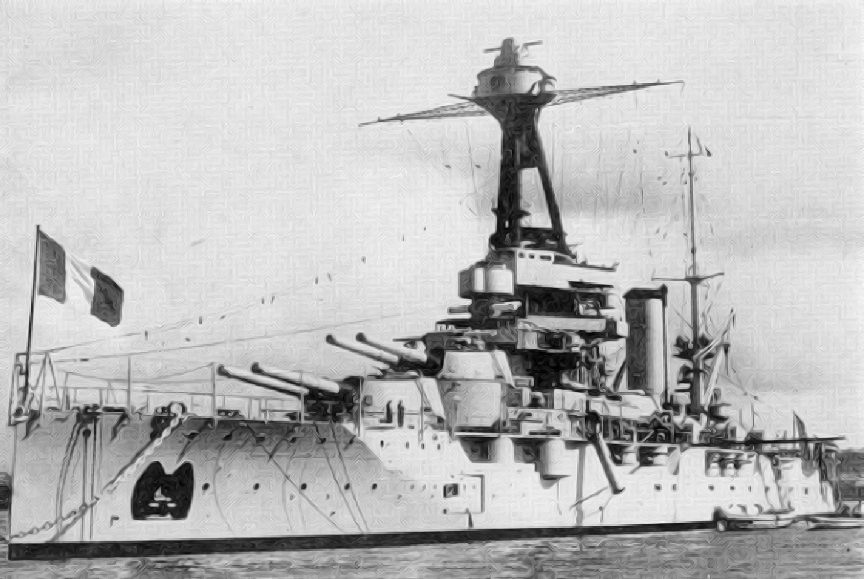
同型艦の「プロヴァンス」。第二次大戦時の本艦との相違は3番主砲塔の有無と水上機施設であった。

1912年11月7日にペノエ造船所で起工され、1913年9月30日に進水、1916年3月10日に竣工した。姉妹艦とは前檣基部の航海艦橋部に戦闘鐘楼のように見張り所が追加された所で区別できる。
就役後は地中海艦隊に属し、姉妹艦3隻で第一戦隊を編成した。
第一次世界大戦時は主にアドリア海で対オーストリア＝ハンガリー帝国海軍に対しての作戦行動を行った。1919年1月にカッタロにやってきた本艦を含むフランス艦隊は他の連合軍と共にオーストリア＝ハンガリー帝国艦隊の解体を支援し、人員の送還作業は3月まで従事した。同時期に「ロレーヌ」と「プロヴァンス」はポルシェビキの反乱の抑止のために1919年10月から1921年7月まで黒海で活動した。
同大戦後の1922年2月から1923年7月にかけてトゥーロンで第一次近代化改装が行われ、主砲の最大仰角を従来の12度から18度まで引き上げて射程が14,500mから21,000mまで延伸されると共に、艦首側の13.9cm砲4基が撤去し、替りに対空火器として7.5cm高角砲4基を搭載した。
続いて1924年5月から1925年9月にかけてトゥーロンで第二次近代化改装が行われた。この時に艦首側の水線部装甲を約10mほど撤去して艦首の浮力を改善させた。更に主砲の仰角は23度まで引き上げられて射程は23,700mとなった。またボイラー4基を石炭・重油混焼水管缶へと改造された。
更に1929年9月から1931年6月にかけてブレスト海軍工廠で第三次近代化改装が行われボイラーの一部をアンドレ式重油専焼水管缶6基に換装し、これに合わせてタービン機関も直結タービンからギヤード・タービンに換装されて最大出力は43,000馬力となり速力が増した。
外観上で姉妹艦との違いが出たのは1934年9月から1935年11月にかけてブレスト海軍工廠で行われた第四次近代化改装で、3番主砲塔1基と艦尾側の13.9cm砲4基にすべての魚雷兵装を撤去した代わりに2本煙突の間隔を広げ、そこに水上機4機を収められる格納庫が設けられ、その上にカタパルトが設けられた。カタパルトは後部を基点として円弧を描くレールを滑って振り子状に左右に動いた。対空火器も7.5cm高角砲4基が撤去され、替りに10cm連装高角砲4基・3.7cm単装高角砲4基・13.2mm四連装機銃2基に更新された。搭載機はGourdou-Leseurre GL819水上機やポテ452水上機が用いられたが最終的にロワール 130となった。改装後は大西洋艦隊に属した。
第二次世界大戦時は最初大西洋で活動し、1940年4月にはアレクサンドリアへ移った。1940年6月10日にイタリアが宣戦布告したのに受けて6月20日、軽巡洋艦シドニー、ネプチューン、オライオン、駆逐艦デインティ、デコイ、ヘイスティ、スチュアートと共にアレクサンドリアから出撃し、6月21日にリビアのバルディアを砲撃した。その後、フランスの降伏によりアレクサンドリアで抑留された。6月28日にミュズリエ提督により自由フランス海軍（FNFL：Free French Naval Forces）を創設し、本艦もそれに倣って1942年12月に自由フランス海軍に所属し、1943年12月に北アフリカのオランにて再武装されて、1944年8月にはドラグーン作戦に参加してアメリカ戦艦「ネヴァダ」と共にラ・ロシェルのドイツ軍陣地へ艦砲射撃を行った。第二次世界大戦後の1947年2月に停泊練習艦および宿泊艦に類別変更されてから1953年2月17日に除籍され、12月18日に解体業者へ売却され1954年1月に解体処分された。

## 参考図書
- 「世界の艦船 増刊第38集　フランス戦艦史」（海人社）
- 「世界の艦船 増刊第22集　近代戦艦史」（海人社）
- 「世界の艦船 増刊第67集　第2次大戦時のイギリス戦艦」（海人社）
- 「世界の艦船 増刊第83集　近代戦艦史」（海人社）
- 「Conway All The World's Fightingships 1906–1921」（Conway）
- 「Conway All The World's Fightingships 1922-1946」（Conway）